# HR 4523
HR 4523 je dvojhvězda tvořená žlutým trpaslíkem spektrálního typu G2 a červeným trpaslíkem spektrálního typu M4, od Země je vzdálená 30,1 ly, obě hvězdy jsou staré asi 4,5 až 5,7 mld. let. Nacházejí se v souhvězdí Kentaura.